# 浜松観光バス

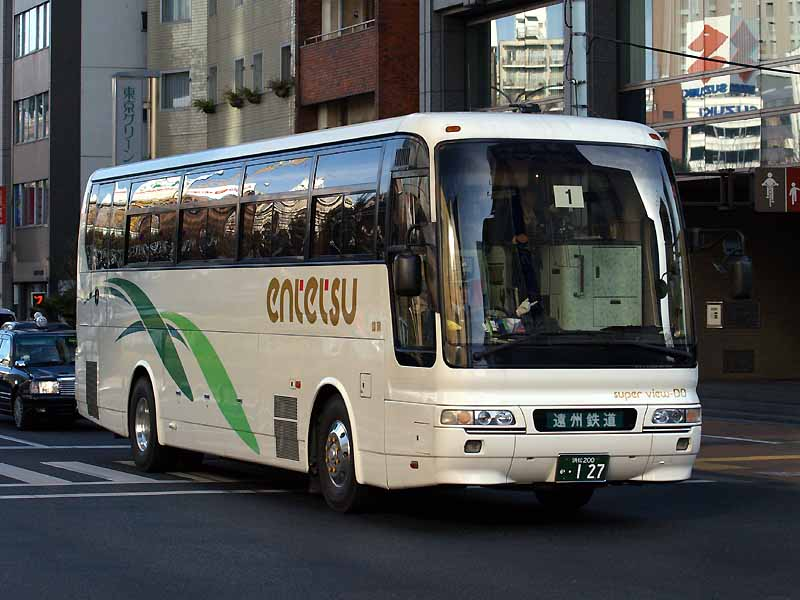
車輛の例（東京ドーム付近にて）

浜松観光バス株式会社（はままつかんこうバス）は、かつて存在した静岡県遠州地方を拠点とする貸切バス事業・観光バス事業・乗合バス事業の事業者で、遠州鉄道（遠鉄）のグループ会社の一つ。晩年は乗合バス事業として遠州鉄道と共同運行でe-wingを運行していた。略して、浜観。
観光バス事業は従前より遠鉄直営でも行っているが（遠鉄観光）、「バンビツアー」（遠鉄が実施する企画旅行）の輸送引き受けや遠鉄バスとの車両の共通運用を行っており、両社は「遠鉄観光バスグループ」として実質的に一体での運営を行っていた。

## 沿革
- 1954年（昭和29年）12月13日 - 浜松観光自動車株式会社（はままつかんこうじどうしゃ）として設立。
- 1955年（昭和30年）2月18日 - 保有車両5台にて営業開始[1]。
- 1960年（昭和35年）4月1日 - 磐田営業所を開設。
- 1962年（昭和37年）11月1日 - 浜松営業所を浜松市常盤町から浜松市大蒲町へ移転。
- 1971年（昭和46年）
  - 6月7日 - 本社を浜松市常盤町から浜松市大蒲町へ移転。
  - 9月1日 - 浜名湖観光自動車株式会社（はまなこかんこうじどうしゃ）と合併。
- 1977年（昭和52年）5月14日 - 磐田営業所を廃止。
- 1983年（昭和58年）9月12日 - 区画整理により本社の住所が変更。
- 1986年（昭和61年）4月1日 - 浜北西営業所を開設。
- 1996年（平成8年）4月1日 - 中・小型バス部門を運営する浜北西営業所をニュー浜松観光バス株式会社（にゅーはままつかんこうばす）に分離。所在地は浜北市（現：浜松市 浜名区）内野。
- 2004年（平成16年）10月1日 - ニュー浜松観光バスを再統合の上、現在の社名に変更。旧ニュー浜観は浜松観光バス浜北営業所となる[2]。
- 2006年（平成18年）
  - 2月28日 - 湖西営業所を廃止。
  - 9月1日 - 浜北営業所を浜松西インターバスターミナル内に移転の上西インター営業所に改称。
- 2008年（平成20年）3月26日 - 竜洋営業所を磐田市福田に福田営業所として移転。
- 2010年（平成22年）5月31日 - 福田営業所を廃止。
- 2011年（平成23年）
  - 3月15日 - 一般乗合旅客自動車運送事業の免許を取得。
  - 4月1日 - 遠州鉄道のe-wingに参入し、同社との共同運行となる[3]。
- 2015年（平成27年）1月1日 - 親会社である遠州鉄道に合併[4]。

## 営業所
合併時点では営業所は1つのみとなっていた。
- 本社営業所
  - 浜松市東区大蒲町83-6
    - 現在の浜松市中央区大蒲町83-6。
    - 跡地は遠州鉄道によりマンション『ブライトタウン大蒲』が建設された。

### 廃止営業所
- 磐田営業所

浜松観光自動車磐田営業所時代の1977年5月に廃止。
- 湖西営業所

2006年2月いっぱいで廃止。
- 福田営業所

2010年5月いっぱいで廃止。
- 西インター営業所

2012年3月いっぱいで廃止。浜松市西区（現：中央区）湖東町5671に位置する浜松西インター駐車場バスターミナル内にあった。

## 保有車両
合併時点での車両。

### 貸切車
- 大型バス
- 中型バス
- 小型バス

遠鉄本体（遠鉄観光）と共通運用しているため、車両の仕様は遠鉄観光の貸切車と全く同じである。車両前面の社名表示は一部の車両を除き「遠鉄観光」で統一されているが、後部の社名表示やロゴが「hamakan」か「浜松観光」となっているのが相違点である。

### 乗合車
- 大型バス 3台

e-wing用に遠州鉄道から移籍してきた三菱ふそう・エアロバスが3台在籍していた。